# Vanexa (album)
Vanexa è l'album di debutto dell'omonima band heavy metal italiana, pubblicato nel 1983 per la Durium Records ed è considerato dalla stampa specializzata nazionale come il primo album di Heavy Metal Italiano.

## Descrizione

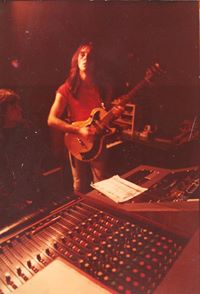
Il chitarrista Roberto Merlone durante la prima sessione di registrazioni con la sua Gibson S1 personalizzata.

Nonostante la qualità audio scadente, l'album è caratterizzato da veloci sonorità New wave of British heavy metal alla Iron Maiden; If You Fear the Pain invece è ispirata alle band NWONHM più luciferine.
Per registrare, il chitarrista Roberto Merlone ha usato la Gibson S1 da lui personalizzata con tre single coil DiMarzio e Seymour Duncan, collegata ad un amplificatore Marshall 1959 SLP; suo padre Giuseppe ha registrato una traccia di violino nella strumentale Across the Ruins.

## Tracce
Lato A
1. Metal City Rockers - 03:56
2. Lost War Sons - 03:59
3. I Wanna See Fires - 04:23
4. 1000 Nights - 02:53

Lato B
1. If You Fear the Pain - 04:56
2. Across the Ruins - 05:55
3. Rainbow in the Night - 04:52

## Formazione
- Marco Spinelli - voce
- Roberto Merlone - chitarra, cori
- Sergio Pagnacco - basso, cori
- Giorgio Pagnacco - tastiere
- Silvano Bottari - batteria, cori